# گئورگ خاناغیان
گئورگ نیکُلایی خاناغیان (ارمنی: Գևորգ Նիկոլայի Խանաղյան؛ زاده ۱۴ اوت ۱۹۲۴ - درگذشته ۱۳ ژانویهٔ ۲۰۰۳) نقاش اهل ارمنستان بود.

## زندگی‌نامه
وی در ۱۴ اوت ۱۹۲۴ در ایروان به دنیا آمد و از کالج دولتی هنرهای زیبای پانوس ترلمزیان (۱۹۴۲) و انستیتو دولتی هنری و نمایشی ایروان (۱۹۵۴) فارغ‌التحصیل گشت. عضو اتحادیه نقاشان ارمنستان بود. وی همچنین برنده جوایزی همچون نشان جنگ میهنی (درجه یک)، نشان شایستگی نبرد، مدال به خاطر پیروزی مقابل آلمان در جنگ بزرگ میهنی (۱۹۴۵–۱۹۴۱) و نقاش شایسته ارمنستان شوروی شد. وی در ۱۳ ژانویهٔ ۲۰۰۳ در سن ۷۸ سالگی در ایروان درگذشت.